# Baqura

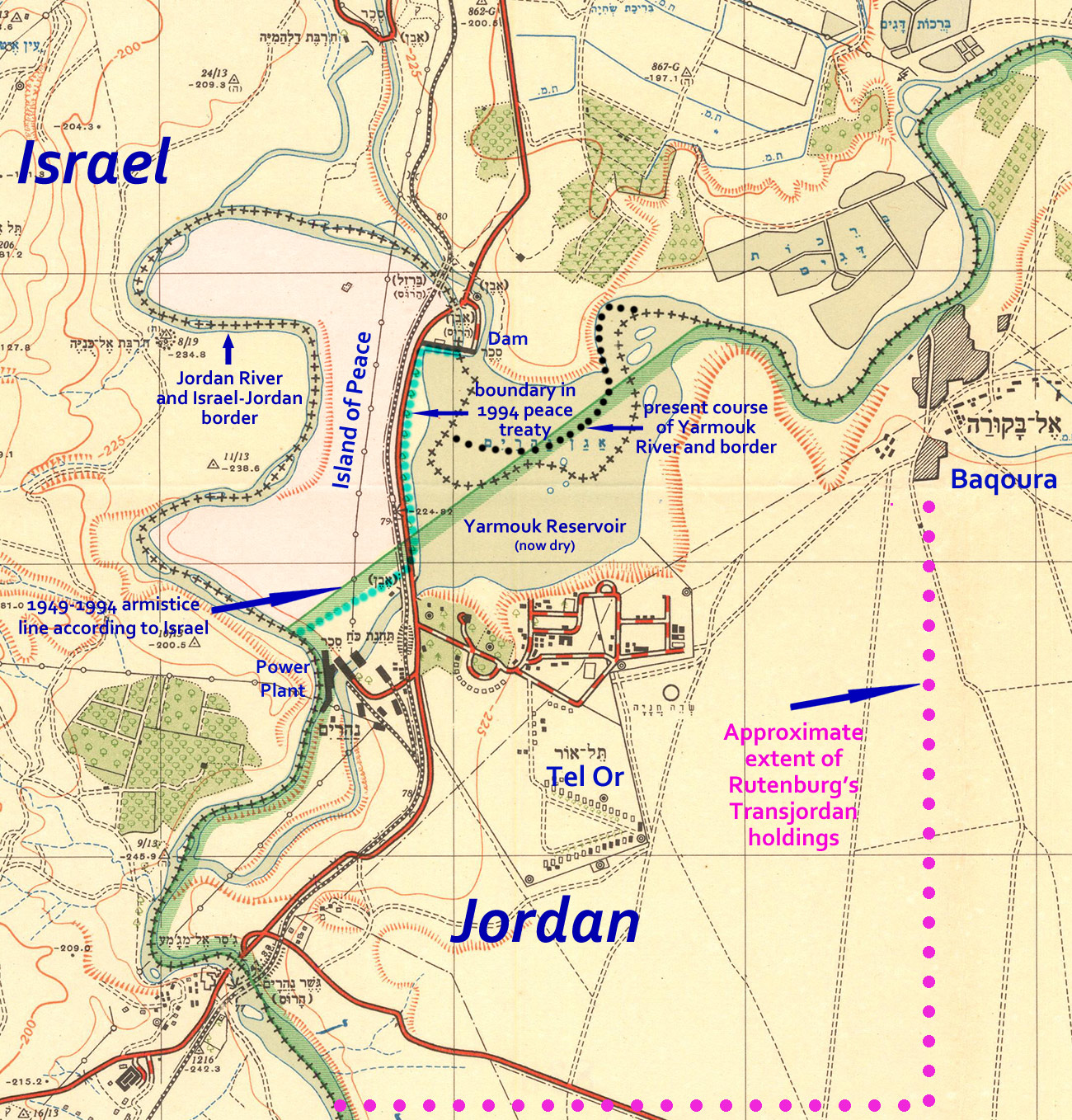
Mapa del área en 1953 según el Departamento Topográfico de Israel y en 2020. El enclave cultivado por israelíes según el tratado de paz de 1994 aparece con el nombre de Island of Peace (Isla de la Paz).

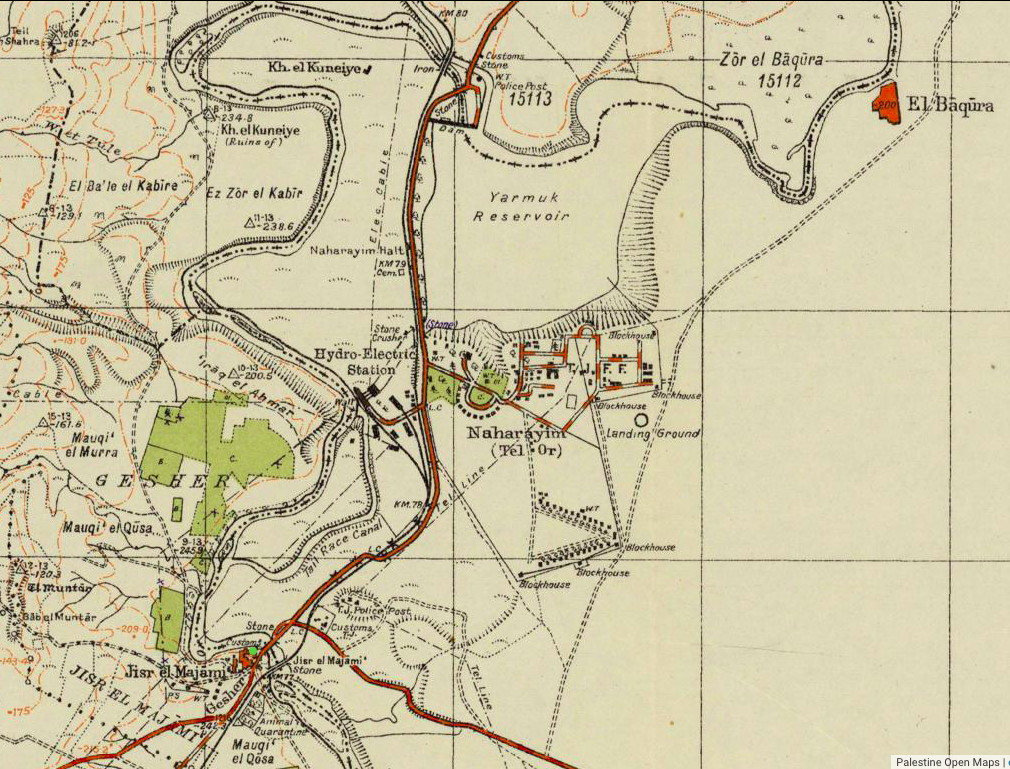
Mapa del área en 1940 según el Departamento Topográfico de Palestina. Baqura se encuentra arriba a la derecha.

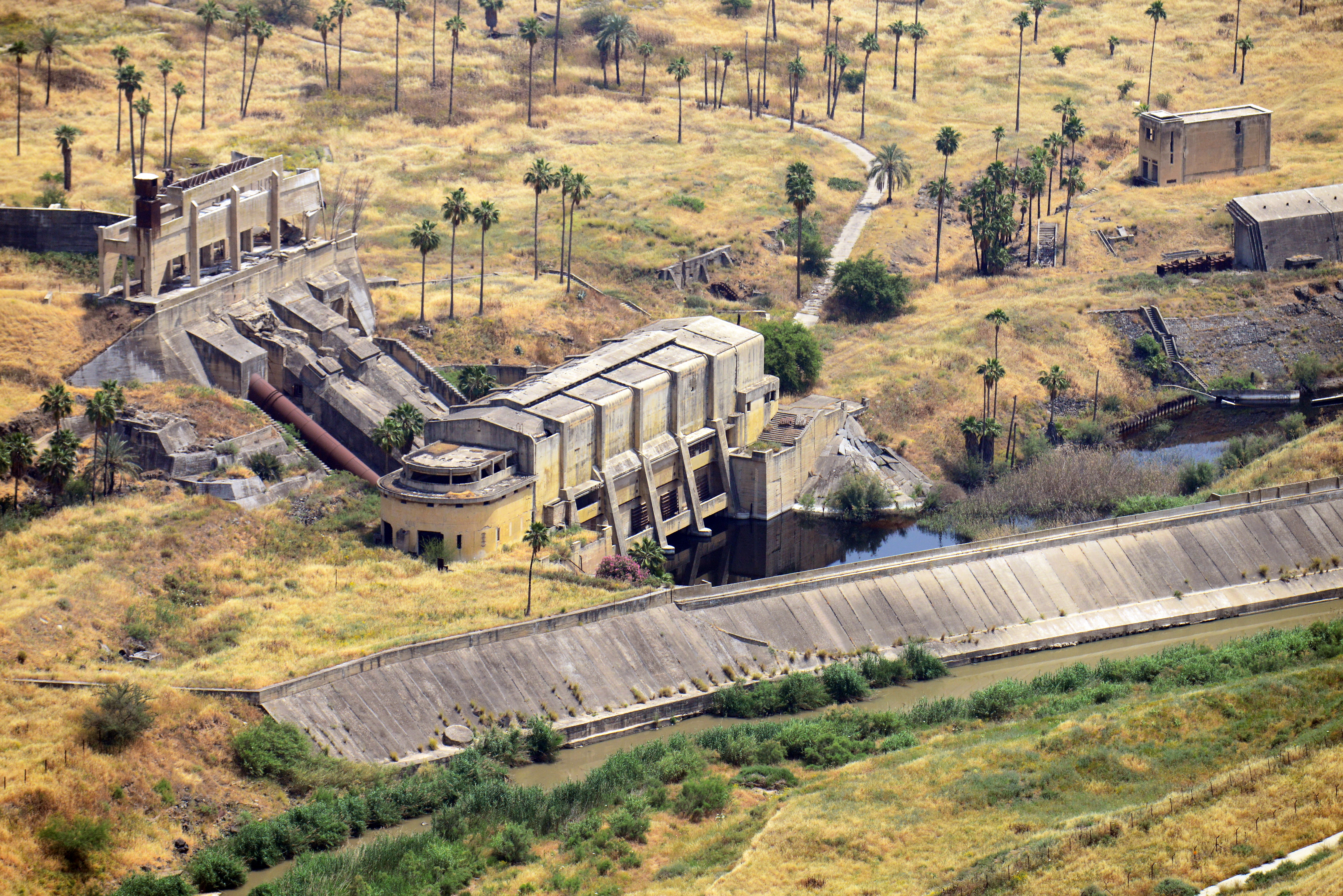
Lo que quedaba de la central eléctrica en 2013.

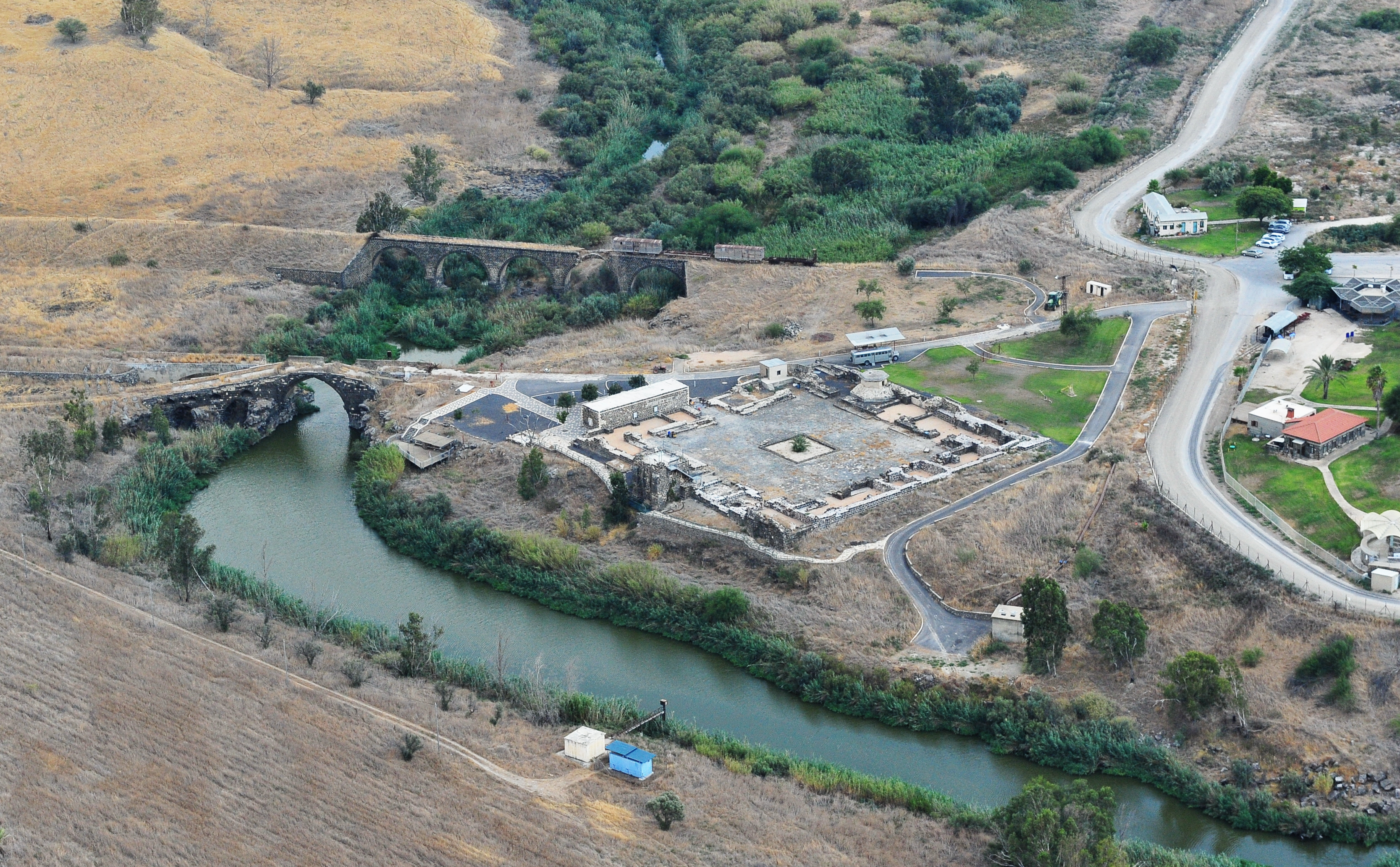
Vista en 2014 de las ruinas del caravasar y de los tres antiguos puentes sobre el río Jordan.

Baqura, llamado también Al Baqura o Al Baqoura, es una aldea del norte de Jordania, en la gobernación de Irbid. Situada en la ribera este del valle del río Jordán, se encuentra en la confluencia del río Yarmuk con el Jordán. Ha dado nombre al área circundante, el área histórica de Baqura, llamada Naharayim por los israelíes, una zona transfronteriza jordana que fue en parte explotada por Israel hasta que en 2019 Jordania recuperó el dominio de la zona, según lo acordado en el tratado de paz israelí-jordano de 1994.

## La aldea jordana
De una altitud de 11 metros sobre el nivel del mar, cubre una llanura de unos 6000 dunams (600 ha) de superficie. Dado que se encuentra en la región más fértil de Jordania, con suelos de buena calidad y abundantes fuentes de irrigación, su principal actividad es la agricultura. Se cultivan hortalizas y frutas, sobre todo cítricos y dátiles así como plátanos.
Antes de la Guerra de los Seis Días en 1967, la población del pueblo era de unos 7.000 habitantes, pero durante la guerra y después de ella, la mayoría de las familias emigraron a los pueblos vecinos por lo que su población en 2022 era de unos 564 habitantes. La mayoría depende de la agricultura, pero debido a la falta de infrastructuras y tecnología, y la superficie reducida de las explotaciones, sus ingresos están muy limitados.

## Área histórica de Baqura

### Central hidroeléctrica de Rutenberg o Naharayim
Si el área de Baqura ya tenía importancia geográfica por su situación en la confluencia del Yarmuk y del Jordán, ese mismo atributo la llevó a tener relevancia histórica al inicio de la Palestina mandataria en los años 1920 cuando, en época del emirato de Transjordania, el ingeniero y activista judío ucraniano Pinhas Rutenberg mandó adquirir tierras en el área para que la Palestine Electric Company, con el acuerdo del rey Abdullah I de Jordania, construyese la primera central eléctrica de Jordania, en la orilla este del río Jordán. La llamó Naharayim, «dos ríos» en hebreo, si bien es conocida también como Central Rutenberg y Central Tell'Or.
Rutenberg aprovechó el desnivel de 30 metros del río Jordán desde el mar de Galilea, para hacer girar las turbinas de la central y generar electricidad para Palestina. El proyecto global incluía una serie de canales y presas diseñados para garantizar que el caudal de agua no disminuyera durante los veranos. A proximidad de la central, la desembocadura del Yarmuk se embalsó, creando un lago artificial de 800 metros cuadrados.
Si a principios de los años 1930 la central suministraba tres cuartas partes de la electricidad utilizada en Palestina, en 1945 sólo cubría 25 % de las necesidades. Gran parte de la instalación fue destruida por las tropas árabes durante la Guerra árabe-israelí de 1948, cuando los israelíes abrieron las presas y esclusas para bloquear el avance del ejército iraquí. La mayor parte de las 607 ha que componían el complejo acabaron en Jordania, salvo una extensión de unas 71 ha que permaneció en Israel, y que cultivaban los habitantes del kibutz Ashdot Yaakov. Cuando el tratado de paz entre Israel y Jordania redefinió la frontera en 1994, toda el área pasó a ser territorio jordano, si bien el tratado autorizó a los agricultores israelíes a que siguieran cultivando sus tierras por un período de 25 años renovable. Al finalizar el primer período, en 2019, Jordania decidió no renovar la cesión y recuperó su soberanía sobre todas las tierras situadas al este del río Jordán.

### Área de Jisr al Majami
La concesión que se otorgó a Rutenberg en 1921 para construir la central hidroeléctrica indicaba que la zona donde llevar a cabo la construcción se situaba alrededor de Jisr al Majami, un puente posiblemente romano sobre el río Jordán, entre Israel y Jordania, aunque algunas fuentes lo consideran de origen mameluco o cruzado. El nombre significa en árabe «puente del lugar de la reunión» debido a que en ese lugar se vuelven a unir dos ramas del Jordán que se habían separado un poco más arriba. Fue dañado durante la guerra de 1848 pero fue restaurado en 2014 por el Ministerio italiano de Patrimonio y Actividades Culturales junto con el Departamento de Antigüedades de Jordania y la Autoridad de Antigüedades de Israel.
A proximidad del viejo puente existen otros dos puentes paralelos: un puente de ferrocarril inaugurado en 1904, y un puente de carretera construido en 1925.
En la orilla oeste del río, en el lado israelí, permanecen las ruinas de un caravasar (khan) cuyo origen remonta a principios del siglo XIV. Los israelíes lo llamaron Khan Gesher desde que en 1934 se fundó ahí el kibutz
Gesher, con algunos de sus edificios construidos dentro del caravasar en ruinas y reutilizando muchas de las antiguas piedras de construcción. El kibutz fue luego reconstruido a un kilómetro hacia el oeste.